# Łuna 20
Łuna 20 (ros. Луна-20, Księżyc-20) – radziecka bezzałogowa sonda kosmiczna wystrzelona z zadaniem pobrania próbek gruntu księżycowego.

## Przebieg misji
Sonda wystartowała z kosmodromu Bajkonur w Kazachstanie 14 lutego 1972 roku i została wprowadzona na orbitę parkingową o parametrach: perygeum – 191 km, apogeum – 238 km, nachyleniu orbity – 51,5° i czasie obiegu – 88,7 minut. 18 lutego 1972 roku orbiter wszedł na kołową orbitę wokółksiężycową na wysokości 100 km i czasie obiegu 118 minut.
22 lutego 1972 roku sonda osiadła na terenie wyżynnym tuż przy Morzu Obfitości w punkcie o współrzędnych 3,5°N i 56,5°E. Jej aparatura pobrała próbki gruntu – stanowiące materiał porównawczy z próbkami uzyskanymi przez Łunę 16 z obszaru samego Mare Fecunditatis. Po wykonaniu ustalonego programu badań powrotnik Łuny 20 22 lutego 1972 roku wystartował w drogę powrotną na Ziemię, wraz z zasobnikiem zawierającym 30 gramów próbek gruntu. 25 lutego 1972 roku, po trzech dniach lotu, lądownik łagodnie wylądował na wysepce rzeki Karakingir niedaleko od miasta Dżezkazgan w Kazachstanie. Próbki zostały zabrane następnego dnia.